# Dél-Korea tartományai
Dél-Korea közigazgatásilag nyolc tartományból (도, to), egy független igazgatású tartományból, egy különleges igazgatású, egy független önkormányzatú és hat tartományi jogú városból áll, ezek a legfelsőbb szintek. A tartományokat a kormányzó irányítja.

## Tartományok
A tartományok (도, to) megyékre (군, kun) oszlanak, amelyek alá tartoznak az upok (읍) és a körzetek (면, mjon), melyeken belül következnek a falvak (리, li). Hat nagy város, Incshon, Kvangdzsu, Puszan, Tegu, Tedzson és Ulszan tartományi jogot kapott (광역시, kvangjok-si). Csedzsu független igazgatású tartomány (특별 자치도, thukpjol-csacshi-to).
| Név                | Hangul   | Handzsa  | ISO   | Népesség (2011, becsült) | Terület (km²) | Néps. (fő/km²) | Székhely   | Régió                   | Rövidítés | Rövidítés | Rövidítés |
| ------------------ | -------- | -------- | ----- | ------------------------ | ------------- | -------------- | ---------- | ----------------------- | --------- | --------- | --------- |
| Észak-Cshungcshong | 충청북도 | 忠清北道 | KR-43 | 1 588 633                | 7433          | 213            | Cshongdzsu | Hoszo                   | Cshungbuk | 충북      | 忠北      |
| Dél-Cshungcshong   | 충청남도 | 忠清南道 | KR-44 | 2 064 665                | 8204          | 251            | Hongszong  | Hoszo                   | Cshungnam | 충남      | 忠南      |
| Kangvon            | 강원도   | 江原道   | KR-42 | 1 549 780                | 20 569        | 75,3           | Cshuncshon | Kvandong                | Kangvon   | 강원      | 江原      |
| Kjonggi            | 경기도   | 京畿道   | KR-41 | 12 239 862               | 10 171        | 1203           | Szuvon     | Szöuli Fővárosi Terület | Kjonggi   | 경기      | 京畿      |
| Észak-Kjongszang   | 경상북도 | 慶尙北道 | KR-47 | 2 739 179                | 19 030        | 143,9          | Andong     | Jongnam                 | Kjongbuk  | 경북      | 慶北      |
| Dél-Kjongszang     | 경상남도 | 慶尙南道 | KR-48 | 3 374 725                | 10 532        | 320            | Cshangvon  | Jongnam                 | Kjongnam  | 경남      | 慶南      |
| Csedzsu            | 제주도   | 濟州道   | KR-49 | 583 284                  | 1849          | 315            | Csedzsu    | Csedzsu                 | Csedzsu   | 제주      | 濟州      |
| Észak-Csolla       | 전라북도 | 全羅北道 | KR-45 | 1 895 882                | 8067          | 235,7          | Csondzsu   | Honam                   | Csonbuk   | 전북      | 全北      |
| Dél-Csolla         | 전라남도 | 全羅南道 | KR-46 | 1 938 136                | 11 858        | 163,4          | Muan       | Honam                   | Csonnam   | 전남      | 全南      |